# U 276
U 276  war ein U-Boot vom Typ VII C, das von der deutschen Kriegsmarine während des U-Boot-Krieges im Zweiten Weltkrieg im Europäischen Nordmeer und in der Ostsee eingesetzt wurde.

## Technische Daten
Die 1938 als Tochterunternehmen des Bremer Vulkan gegründete Vegesacker Werft baute unter anderem insgesamt 74 U-Boote für die Kriegsmarine. Bereits vor Kriegsbeginn Anfang September 1939 erhielt die Werft einen Auftrag zum Bau von 15 Booten des Typs VII C.
Die beiden Dieselmotoren dieser Boote ermöglichten bei Überwasserfahrt eine Geschwindigkeit von 17 Knoten, das entspricht 31,6 km/h. Ein solches Typ-VII-C-Boot hatte hierbei eine maximale Reichweite von 6500 sm. Auf Tauchfahrt wurde das Boot durch zwei je 375 PS starke Elektromotoren angetrieben, die eine Geschwindigkeit von 7,6 Knoten – das sind 14 km/h – gewährleisteten. Als Wappen trug U 276 ein Römerschwert vor einem sonnigen Himmel über blauem Meer.

## Kommandanten
- Jürgen Thimme wurde am 26. September 1917 in Berlin geboren und trat 1937 in die Kriegsmarine ein. Zunächst diente er als Wachoffizier auf dem Flottenbegleitschiff F3, bei der 3. Minensuchflottille und, im Anschluss an seine U-Bootausbildung, auf U 214. Im August 1941 wurde Jürgen Thimme zum Oberleutnant zur See befördert. Im Herbst 1942 absolvierte er seinen U-Bootkommandantenlehrgang und übernahm das Kommando auf U 276, das er am 19. Oktober 1943 an seinen Nachfolger Rolf Borchers übergab. Jürgen Thimme unternahm keine Feindfahrten mit diesem Boot.
- Rolf Borchers wurde am 1. November 1913 in Stettin geboren und trat 1933 in die Reichsmarine ein. Bei Kriegsbeginn diente er auf dem Leichten Kreuzer Emden. Rolf Borchers wurde im April 1941 zum Kapitänleutnant befördert und absolvierte seine U-Bootausbildung im Herbst desselben Jahres. Er kommandierte U 149 und U 226, bevor er im Herbst 1943 das Kommando auf U 276 übernahm, mit welchem er drei Feindfahrten unternahm.
- Heinz Zwarg wurde am 22. November 1917 geboren und trat 1937 in die Kriegsmarine ein. Im Anschluss an seine U-Bootausbildung fuhr er bis zum Sommer 1941 als Zweiter Wachoffizier auf U 97. Bis zum Herbst 1943 diente Heinz Zwarg unter anderem als Marine-Verbindungsoffizier und beim Stab des B.d.U. Im November 1943 übernahm er das Kommando auf U 415, das er bis zum Mai des Jahres 1944 innehatte. Im April desselben Jahres wurde Heinz Zwarg zum Kapitänleutnant befördert. Am 19. Juli 1944 übernahm er das Kommando auf U 276.

## Einsatz und Geschichte
Vom 9. Dezember 1942 bis zum 29. Februar 1944 war U 276 als Ausbildungsboot der 8. U-Flottille zugeteilt und in Danzig stationiert. Kommandant Thimme und Kommandant Borchers unternahmen in dieser Zeit Ausbildungsfahrten in der Ostsee zum Einfahren des Bootes und zum Training der Besatzung. Am 28. Februar lief U 276 von Kiel aus zu seiner ersten Reise auf. Die Verlegungsfahrt führte das Boot über Bergen nach Trondheim. Im März wurde U 276 der 1. U-Flottille zugeteilt.

### Im Nordmeer
Im März und April 1944 machte Kommandant Borchers mit U 276 zwei Unternehmungen im Nordmeer. Das Boot bezog dabei jeweils eine defensive Wartestellung im Seegebiet vor Trondheim. Am 25. Mai 1944 wurde U 276, einen Tag, nachdem es von Trondheim ausgelaufen war, durch einen Flugzeugangriff beschädigt. Kommandant Borchers und seine Besatzung versuchten, Überlebende des am Vortag versenkten U 476 zu finden, als ein unidentifiziertes Flugzeug angriff, drei Besatzungsmitglieder verwundete und das Boot schwer beschädigte.

### U-BootgruppeMitte
Am 8. Juni wurde U 276 der aus 13 U-Booten bestehenden U-Boot-Gruppe Mitte zugeteilt, die vor Norwegen eine defensiv ausgerichtete Position in einer Linie einnehmen sollten, um eventuellen Angriffen der Alliierten zu begegnen, die im Zusammenhang mit der Operation Overlord erwartet wurden. Das Boot lief am 28. Juni in Bergen ein.

### Werkstattboot, Stromboot und Ende
Da die Beschädigungen, die U 276 während des Flugzeugangriffs am 25. Mai erhalten hatte, sich als schwerwiegend herausstellten, verlor das Boot den Status als Frontboot. Kommandant Borchers führte es auf einer Verlegungsfahrt vom 1. bis zum 7. Juli zurück nach Kiel. U 276 wurde der 31. U-Flottille unterstellt und bis zum Kriegsende zu Forschungs- und Testzwecken sowie zur Stromerzeugung verwendet. Das Boot wurde im September 1944 in Neustadt in Holstein außer Dienst gestellt.